# Василяускас, Казим
Казимерас «Казим» Василяускас (лит. Kazimieras "Kazim" Vasiliauskas родился 2 августа 1990 года в Кайшядорисе) — литовский автогонщик.

## Карьера

### Картинг
Василяускас гонялся в картинге с 1999 по 2007, выиграл несколько литовских и прибалтийских чемпионатов включая Lithuanian Karting KF3 Championship в 2002 и Lithuanian Karting KF1 Championship в 2005.

### Формула-Рено
Василяускас перешёл в формульные гонки в 2008, и принял участие в части гонок Итальянской Формулы-Рено и Еврокубка Формулы Рено за команду Prema Powerteam. Он финишировал 21-м в итальянской серии и не смог набрать очков в Еврокубке — его лучший результат был шестнадцатым на финальном этапе в Барселоне.

### Формула-2
Василяускас подписал контракт на выступление в Формуле-2 в 2009, он стал первым литовцем, который оказался на столь высокой ступени автоспорта. Он будет гоняться на болиде под номером 21.

### Формула Палмер Ауди
Василяускас также принял участие в первом этапе сезона 2009 Формула Палмер Ауди, заработал две поул-позиции и один раз победил за три гонки.

## Результаты выступлений

### Гоночная карьера
| Сезон | Серия                      | Команда             | Гонки | Поулы | Победы | Очки | Место |
| ----- | -------------------------- | ------------------- | ----- | ----- | ------ | ---- | ----- |
| 2008  | Еврокубок Формулы-Рено 2.0 | Prema Powerteam     | 10    | 0     | 0      | 0    | НКЛ   |
| 2008  | Формула-Рено 2.0 Италия    | Prema Powerteam     | 8     | 0     | 0      | 30   | 21    |
| 2009  | Формула-2                  | MotorSport Vision   | 8     | 0     | 0      | 21*  | 8*    |
| 2009  | Формула Палмер Ауди        | Formula Palmer Audi | 3     | 2     | 1      | 60   | 2*    |

* — сезон продолжается.

### Результаты выступлений в Формуле-2
| Легенда к таблице |                                                                    |
| --- | ------------------------------------------------------------------ |
| В таблице перечислены результаты всех гонок, в которых принимал участие гонщик. Строками таблицы являются сезоны, столбцами — этапы соревнований. В каждой клетке указаны сокращённое название этапа и результат, дополнительно обозначенный цветом. Расшифровка обозначений и цветов представлена в нижеследующей таблице. |                                                                    |
| \| Пример \| Описание \| \| ------------ \| ------------------------------------------------------------------ \| \| 1 \| Победитель \| \| 2 \| Второе место \| \| 3 \| Третье место \| \| 5 \| Финишировал, заработав очки \| \| Сход \| Не финишировал, но при этом заработал очки \| \| 12 \| Финишировал, не получив очков \| \| НКЛ \| Финишировал, но не попал в финальную классификацию \| \| 15 \| Участвовал вне зачёта, либо по отдельной классификации \| \| 18 \| Не финишировал, но попал в финальную классификацию \| \| Сход \| Не финишировал \| \| НКВ \| Не прошёл квалификацию \| \| НПКВ \| Не прошёл предквалификацию \| \| ДСК \| Дисквалифицирован \| \| ИСК \| Исключён из протокола соревнований \| \| ТТ \| Заявлен для участия только в тренировках \| \| НС \| Участвовал в квалификации, но не стартовал в гонке \| \| Т \| Травмирован или болен \| \| ОТК \| Отказ от участия \| \| НТР \| Прибыл на соревнования, но на трассу не выезжал \| \| НПР \| Был заявлен в числе участников, но не прибыл к началу соревнований \| \| О \| Соревнования отменены \| \| \| Не участвовал \| \| Поул-позиция \| \| \| Быстрый круг \| \| |                                                                    |
| Пример | Описание                                                           |
| 1 | Победитель                                                         |
| 2 | Второе место                                                       |
| 3 | Третье место                                                       |
| 5 | Финишировал, заработав очки                                        |
| Сход | Не финишировал, но при этом заработал очки                         |
| 12 | Финишировал, не получив очков                                      |
| НКЛ | Финишировал, но не попал в финальную классификацию                 |
| 15 | Участвовал вне зачёта, либо по отдельной классификации             |
| 18 | Не финишировал, но попал в финальную классификацию                 |
| Сход | Не финишировал                                                     |
| НКВ | Не прошёл квалификацию                                             |
| НПКВ | Не прошёл предквалификацию                                         |
| ДСК | Дисквалифицирован                                                  |
| ИСК | Исключён из протокола соревнований                                 |
| ТТ | Заявлен для участия только в тренировках                           |
| НС | Участвовал в квалификации, но не стартовал в гонке                 |
| Т | Травмирован или болен                                              |
| ОТК | Отказ от участия                                                   |
| НТР | Прибыл на соревнования, но на трассу не выезжал                    |
| НПР | Был заявлен в числе участников, но не прибыл к началу соревнований |
| О | Соревнования отменены                                              |
| | Не участвовал                                                      |
| Поул-позиция |                                                                    |
| Быстрый круг |                                                                    |

| Год  | №  | 1       | 2        | 3          | 4       | 5        | 6       | 7       | 8        | 9          | 10    | 11    | 12    | 13    | 14    | 15    | 16    | Место | Очки |
| ---- | -- | ------- | -------- | ---------- | ------- | -------- | ------- | ------- | -------- | ---------- | ----- | ----- | ----- | ----- | ----- | ----- | ----- | ----- | ---- |
| 2009 | 21 | ВАЛ 1 3 | ВАЛ 2 20 | БРН 1 Сход | БРН 2 8 | СПА 1 10 | СПА 2 7 | БРХ 1 5 | БРХ 2 12 | ДОН 1 Сход | ДОН 2 | ОШЕ 1 | ОШЕ 2 | ИМО 1 | ИМО 2 | КАТ 1 | КАТ 2 | 8*    | 21*  |

* Сезон продолжается.